# Тахе
52°19′59″ пн. ш. 124°42′08″ сх. д. / 52.33293° пн. ш. 124.70234° сх. д.
Тахе (кит. 塔河县, пін. Tăhé Xiàn) — один із повітів КНР у складі префектури Дасін'аньлін, провінція Хейлунцзян. Адміністративний центр — містечко Тахе.

## Географія
Тахе лежить на висоті близько 360 метрів над рівнем моря у північній частині префектури на південь від річки Амур.

### Клімат
Повіт знаходиться у зоні, котра характеризується субарктичним  кліматом. Найтепліший місяць — липень із середньою температурою 18,7 °C. Найхолодніший місяць — січень, із середньою температурою -25 °С.
| Клімат повіту Тахе      | Клімат повіту Тахе | Клімат повіту Тахе | Клімат повіту Тахе | Клімат повіту Тахе | Клімат повіту Тахе | Клімат повіту Тахе | Клімат повіту Тахе | Клімат повіту Тахе | Клімат повіту Тахе | Клімат повіту Тахе | Клімат повіту Тахе | Клімат повіту Тахе | Клімат повіту Тахе |
| Показник                | Січ.               | Лют.               | Бер.               | Квіт.              | Трав.              | Черв.              | Лип.               | Серп.              | Вер.               | Жовт.              | Лист.              | Груд.              | Рік                |
| Середній максимум, °C   | −16,8              | −10,4              | −2,2               | 8,5                | 17,5               | 23,9               | 25,5               | 23,2               | 16,7               | 6,2                | −7,9               | −16,8              | 5,6                |
| Середня температура, °C | −25                | −20,6              | −10,8              | 1,3                | 9,6                | 16,1               | 18,7               | 16                 | 8,2                | −1,2               | −15,4              | −23,8              | −2,2               |
| Середній мінімум, °C    | −31,5              | −28,8              | −19,4              | −5,8               | 1,2                | 8                  | 12,4               | 9,9                | 1,8                | −7,8               | −22                | −29,7              | −9,3               |
| Норма опадів, мм        | 6.1                | 3.6                | 7.1                | 19.7               | 41.1               | 85.3               | 121.9              | 98.7               | 52.8               | 21.4               | 10.9               | 7.5                | 476.1              |
| Вологість повітря, %    | 69                 | 64                 | 57                 | 53                 | 54                 | 71                 | 79                 | 81                 | 74                 | 63                 | 69                 | 70                 | 67                 |
| ----------------------- | ------------------ | ------------------ | ------------------ | ------------------ | ------------------ | ------------------ | ------------------ | ------------------ | ------------------ | ------------------ | ------------------ | ------------------ | ------------------ |
| Джерело: data.cma.cn    |                    |                    |                    |                    |                    |                    |                    |                    |                    |                    |                    |                    |                    |